# Strigamia platydentata
Strigamia platydentata är en mångfotingart som beskrevs av Keizaburo Shinohara 1981. Strigamia platydentata ingår i släktet Strigamia och familjen spoljordkrypare. Inga underarter finns listade i Catalogue of Life.